# 新郑站
新郑站是一个位于河南省郑州市新郑市的铁路车站，建于1904年，目前为三等站，途经线路有京广铁路和新密铁路。车站目前只办理货运业务，不办理旅客乘降。

## 历史
新郑站建于1904年3月，时有正线、到发线各一股，货物线半股及平房站房一座。20世纪50年代初，站线增加至4股，其中正线1股、到发线2股、货物线1股。1959年复线建成后，站线股道渐增。至1986年，共有站线8股，专用线2条，及货场1个。
新郑站曾办理客运业务，惟自2008年后取消客运业务办理，后于2024年进行客运业务提质改造工程，预计2025年恢复客运业务办理。

## 临近车站
| 上一站             |  | 中国国家铁路集团              |  | 下一站         |
| ------------------ |  | ----------------------------- |  | -------------- |
| 薛店站北京丰台方向 |  | 京广铁路 ← 13km 新郑站 09km → |  | 官亭站广州方向 |
| 新郑北站新密方向   |  | 新密铁路 ← 新郑站 0           |  |                |